# ساشو میرجانچ
ساشو میرجانچ (انگلیسی: Sašo Mirjanič؛ ۲۷ ژانویهٔ ۱۹۶۸ – ۲۵ سپتامبر ۱۹۹۴) قایقران روئینگ اهل اسلوونی بود.